# Yung Gravy
Pour les articles homonymes, voir Yung et Gravy.
Matthew Raymond Hauri, de son nom de scène Yung Gravy, est un rappeur et chanteur américano-suisse,, né le 19 mars 1996 à Rochester (États-Unis).
Souvent associé au genre musical d'autres artistes tels que bbno$ et Y2K,, il est principalement connu pour son style inspiré de la trap moderne aux influences rétro.

## Biographie

### Enfance
Matthew Raymond Hauri est né à Rochester, dans le Minnesota. Son père, Peter Johannes Hauri, était un psychologue de l'insomnie de nationalité suisse et sa mère était Cynthia Cleveland Hauri. Matthew a étudié à la Mayo High School puis à l'Université du Wisconsin à Madison, d'où il sort diplômé en marketing en 2017,.
Pendant ses études universitaires, il s'amusait à rapper pour la blague et à poster ses musiques sur la plateforme SoundCloud, ayant Lil Peep comme influence principale. En 2016, il décide de quitter son emploi pour se consacrer pleinement à sa carrière musicale.

## Discographie

### Albums studio
| Titre                     | Détails                                                          | Meilleure position |
| Titre                     | Détails                                                          | US                 |
| ------------------------- | ---------------------------------------------------------------- | ------------------ |
| Sensational               | - Sortie : 31 mai 2019 - Label : Republic Records - Format : MP3 | 52                 |
| Baby Gravy 2 (avec bbno$) | - Sortie : 14 février 2020 - Label : Republic - Format : MP3     | 188                |
| Gasanova                  | - Sortie : 2 octobre 2020 - Label : Republic - Format : MP3      | 52                 |
| Marvelous                 | - Sortie : 28 octobre 2022 - Label : Republic - Format : MP3     | 99                 |